# Beatus de Cirueña
El Beatus de Cirueña, o Beatus de Nájera o Fragment de Silos, havia estat un còdex il·luminat que contenia el comentari a l'Apocalipsi de Beat de Liébana. Fou produït segurament abans de l'any 900 i, per tant, es considera el beatus més antic que es conserva. Malauradament només ens n'ha arribat un foli, provinent del monestir de San Andrés de Cirueña (Cirueña, La Rioja), que actualment es conserva a Monestir de Santo Domingo de Silos, amb la signatura Frag. 4.

## Descripció
Es tracta d'un foli de pergamí de 305 x 250 mm., escrit a dues columnes de 31 línies. La miniatura ocupa poc menys de la meitat inferior de la columna a. El fragment conservat il·lustra Apocalipsi VI 9-11. La miniatura dibuixa l'altar amb les ànimes dels màrtirs (representades per coloms) i també els màrtirs mateixos amb els cossos decapitats.
La il·luminació és d'una factura primitiva i té l'interès de ser la més antiga que es conserva d'un Beatus. Es considera del darrer quart del segle IX i potser copiat als Pirineus o a Astúries. El foli es va utilitzar per enquadernar un altre manuscrit i això n'ha permès la conservació.

## Galeria

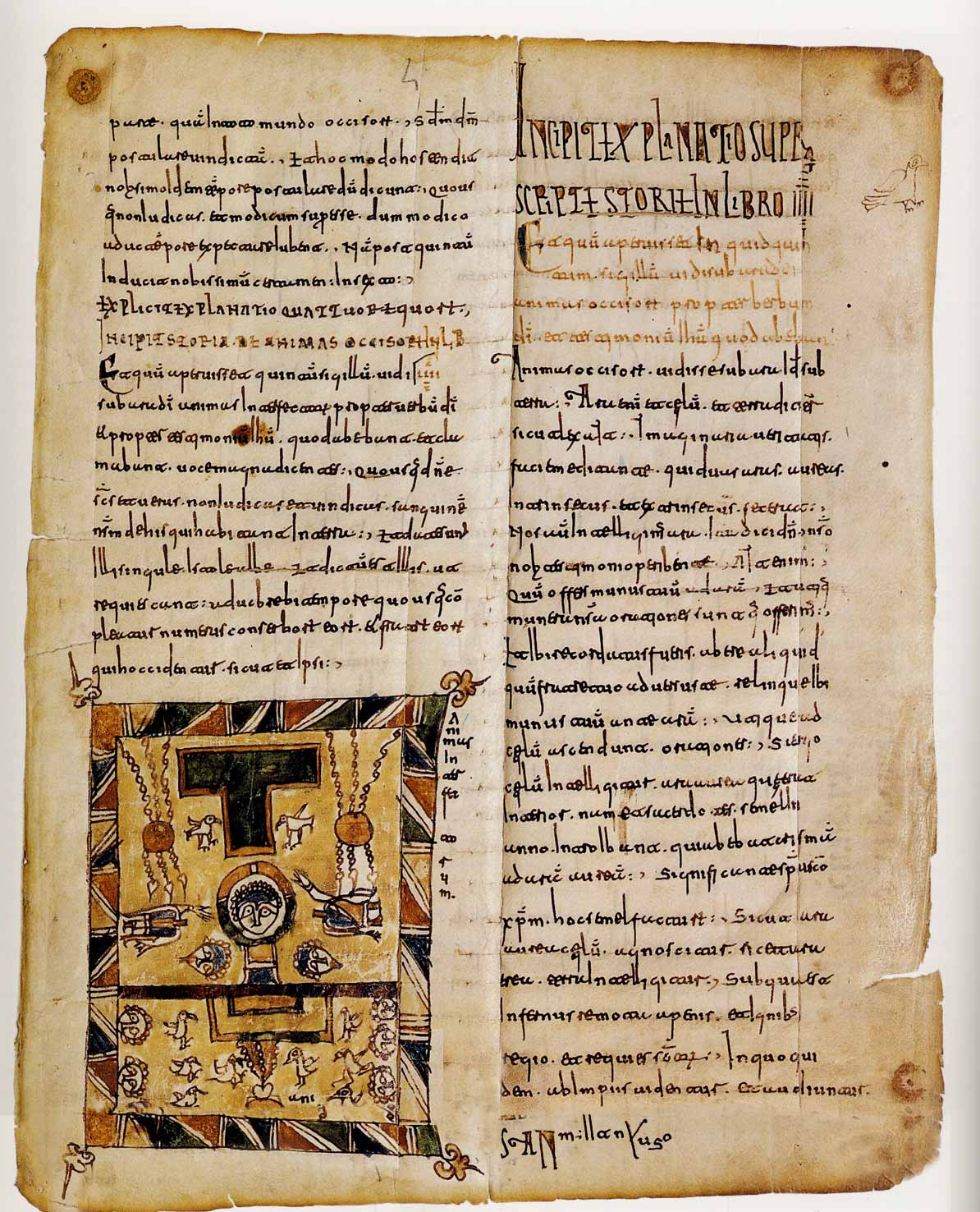
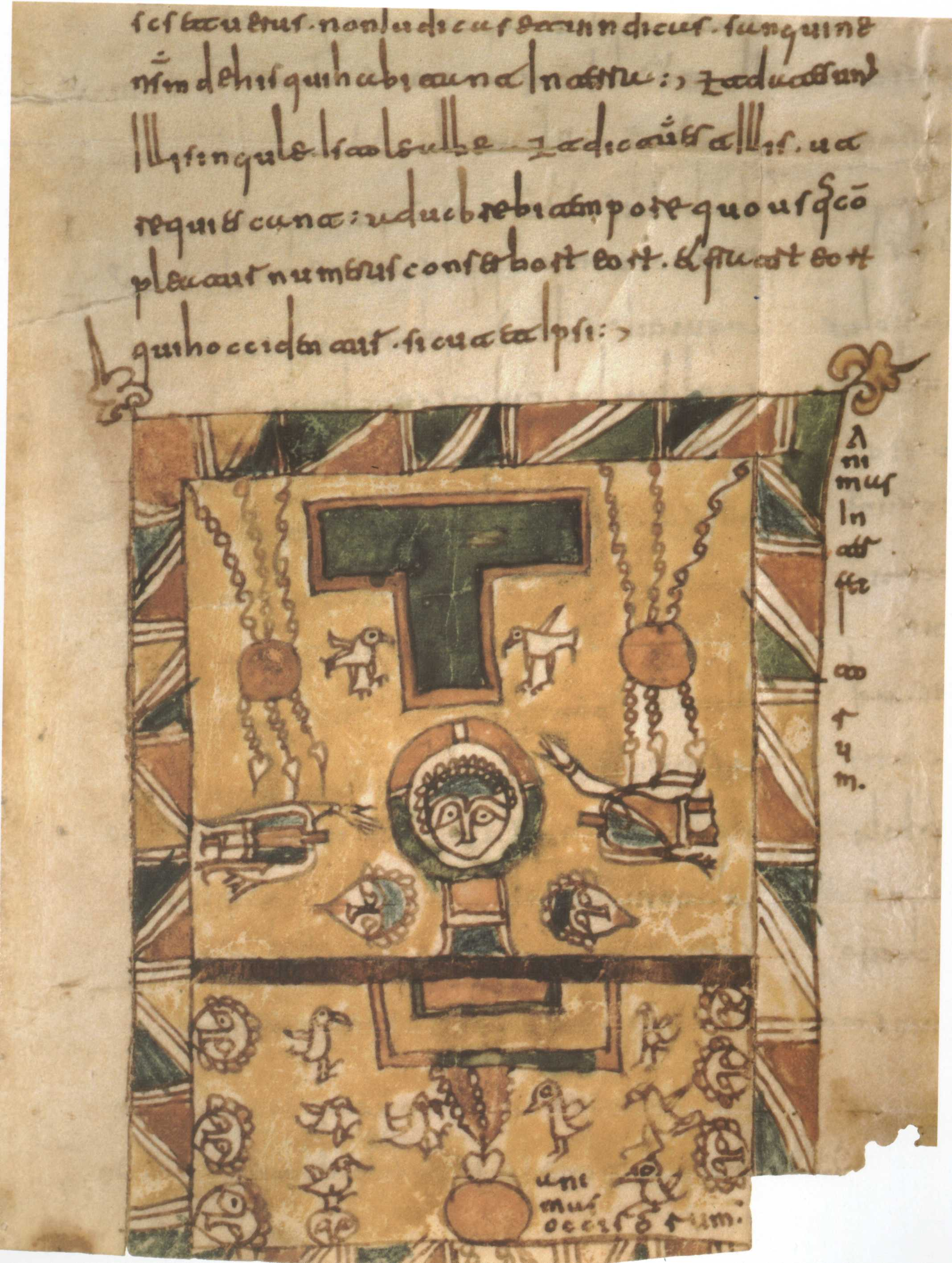